# Архида
Архида — село в Хунзахском районе Дагестана, расположенный на территории Хасавюртовского района. Входит в Очлинский сельсовет.

## История
До революции 1917 г. хутор принадлежал Асельдер-хаджи Токаеву, по имени которого он носил название: Асельдер-хаджи, Асельдер-Отар или Токай. В 1929 году хутор состоял из 7 хозяйств, в которых проживало 26 человек (20 кумыков, 5 немцев и 1 перс). В административном отношении входил в состав Козьма-Аульского сельсовета Бабаюртовского района. В 1957 году земли бывшего хутора были переданы под зимние пастбища колхоза имени Тельмана села Обода Хунзахского района. Указом ПВС ДАССР от 23.02.1972 года на территории Бабаюртовского района, на землях, закрепленных за колхозом им. Тельмана Хунзахского района зарегистрирован новый населённый пункт — Архида.

## Население
| 1926 | 1939 | 1989 | 2002 | 2010 | 2021 |
| ---- | ---- | ---- | ---- | ---- | ---- |
| 26   | ↗38  | ↗249 | ↗345 | ↘339 | ↗385 |